# Poloskák

A hátoldal részei

A hasoldal részei

A poloskák (Heteroptera) az ízeltlábúak törzsében a rovarok osztályának félfedelesszárnyúak (Hemiptera) rendjébe tartozó, fajgazdag alrend.

## Származásuk, elterjedésük
Magyarországról mintegy 900 fajukat írták le.

## Megjelenésük, felépítésük
Lapos testű, 2–40 mm hosszú rovarok.

### Fej
A többé-kevésbé három-, illetve ötszög alakú fej részei:
- fejtető,
- homlok,
- pofák (buccula),
- pajzs (clypeus),
- összetett szemek (egyes csoportjaiknak pontszemei is vannak),
- csápok (antenna),
- szipóka.

A csápok többnyire a fej elején, felülről láthatóan erednek, de egyes taxonokban (pl. Nepomorpha) a fej alsó részén. A csáp lehet:
- csápostorra emlékeztetően elvékonyodó, esetleg hosszú,
- ugyanolyan vastag ízekből álló vagy
- bunkós.

Az egyes csápízek között néha rövid, erősen szklerotizált, csápíznek nem tekinthető gyűrűket találunk.
A szúró-szívó szipóka a fej elején ered. Részei:
- az alsó ajakból kialakult, 3- vagy 4 ízű cső (rostrum) és
- a csőben futó, a mandibulákból és a maxillákból kialakult szúróserték,
- a rostrum végén növő érzőszőrök; ezekkel keresi meg az állat a szúrásra leginkább megfelelő helyet.

A két középső (maxillákból kialakult) serte felülete összetapad úgy, hogy két-két hosszanti barázda egymás felé fordul, és belőlük egy-egy csatorna alakul ki:
- - Egyikük a nyálcsatorna, amin a népiesen „poloskaszórónak” nevezett szívó-nyomó pumpa a nyálat folyatja a táplálék felé,
  - A másik a táplálékcsatorna amin az állat a garatpumpát működtetve felszívja a nyállal kevert táplálékot.

Az összetett szemek a fej két oldalán helyezkednek el, a pontszemek (ha vannak) a fejtetőn.

### Tor
A tor elejét a hátoldalon az előhát (pronotum) négyzet vagy trapéz alakú lemeze fedi. Mögötte a középháthoz tartozó pajzs (scutellum) következik. Egyes csoportoknál — pl. pajzsos poloskák (Scutelleridae) — a pajzs az egész hátat befedheti, és ezzel e poloskák megjelenését bogárszerűvé teszi. A pajzs alól a pajzsocska (scutellum) nyúlik ki.
A tor hasoldalának részei az elő-, a közép- és az utómell (propleuron, mesopleuron, metapleuron). Az imágók bűzmirigyei (bőrmirigyek) rendszerint az utómellen helyezkednek el. Kivezető nyílásuk a közép- és utómell között, a tor oldalán nyílik. A kivezetés lehet:
- egyszerű nyílás vagy
- a váladék irányított kilövellésére szolgáló csatorna.

A lárvák bűzmirigyei a potroh hátoldalán helyezkednek el.
A bűzmirigyeket jellegzetes alakú, méretű és felszínű párologtató felület veszi körül; a felszín érdekességei az apró kitindudrok. Ez a felület akadályozza meg, hogy a nemcsak bűzös, de idegmérget és detergenst is tartalmazó váladék a poloska testén szétkenődjön, és a légzőnyílásokba bejutva esetleg magát az állatot károsítsa.

### Potroh
A potroh szélén az egymásra fekvő hát- és a haslemezekből elvékonyodott perem (laterotergit) alakul ki. A légzőnyílások rendszerint a haslemezeken helyezkednek el.
A tíz potrohszelvény közül az utolsó a nőstények ivarszelvénye A tojócső a potrohba visszahúzható. A hímek párzókészüléke a 8. potrohszelvényben kialakult tokban foglal helyet. Részei:
- egy pár fogó (paremer),
- a csőszerű, kiölthető párzószerv.

## Végtagok
Általában két szárnypárjuk fejlett, de egyes csoportokban a rövid szárnyú és a szárnyatlan formák is gyakoriak. Az első szárny számos csoportban ún. félfedővé (hemielythra) alakult; erezete erősen visszafejlődött. Tövi részei: a fedő (corium) és a pászta (clavus) bőrnemű, míg csúcsa (membran) hártyás. Sok faj szárnyfedőjének csúcsán a fedőtől rövid varrattal, illetve törésvonallal elkülönülő függelék (cuneus) található. Hátulsó szárnyuk teljesen hártyás, repülésre alkalmas, nem túl sűrűn erezett, az első szárny alá teljesen behúzható. Jellemző bélyegei a szegélysejt és a horog. A szárnyak hosszában az ivari dimorfizmus és a polimorfizmus is előfordul.
A szárnyakat fejlettségük szerint típusokba osztályozzák:
- macropter: — mindkét szárnypár fejlett; a potroh végét rendszerint eléri vagy akár túl is nyúlik rajta;
- stenopter (keskeny szárnyú): — az első szárnypár töve elkeskenyedik, a fedő vége és a hártya azonban széles;
- brachypter (rövid szárnyú): — a fedő rendszerint megvan, de a hártya hiányzik, a hátsó szárnypár egyes csoportokban teljes, másokban redukált;
- microypter (csonka szárnyú): — a fedő jelentősen megrövidült; a hátsó szárny teljesen hiányzik;
- apter (szárnyatlan): — mindkét szárny hiányzik, a tor és a potroh hátlemezei nagyobb lemezekké nőnek össze.

A három pár láb rendszerint járó-, de lehet rabló-, és úszóláb is. egyes csoportok hátsó lábpára ugró-, mások első lábpára fogólábbá alakult. A lábfejet általában három ízület tagolja, de egyes fajokét csak kettő, sőt, néhányét csak egy.

## Érzékszerveik
Összetett szemeik közepesen fejlettek; a fajok többségének nincsenek pontszemei.
Hallószervük fejlett, dobhártyás. Ilyen a vízipoloskák Johnston-féle szerve, más fajok ún. chordotonális szervekkel hallanak.

## Életmódjuk, élőhelyük
Sajátos szájszervük gyümölcsök és más növényi részek – az élősködő életmódra áttért fajoknál: állatok, egyebek közt az ember – nedveinek kiszívására szolgál. A legtöbb faj szárazföldön él, növényi nedveket szívogatva. A növényszívó és élősködő fajok mellett vannak valódi ragadozók, vannak gomba-, illetve algaevők is. Többnyire a vízi és vízparti fajok ragadozók. A növényeket szívogató poloskák táplálkozás közben szívókájukat testük hossztengelyére merőlegesen (lefelé) tartják; a ragadozó fajok viszont képesek azt többé-kevésbé egyenesen előre nyújtani. Amikor nem használják, visszagörbítik a fejük alá, így sokszor a lábuk közé is benyúlik.
Nyugalmi helyzetben szárnyaikat egymásra fektetik.
Számos faj képes hangot adni, méghozzá meglehetősen változatos módokon. Ehhez testük valamely, kemény és rovátkolt, illetve fogazott kültakaróval borított részén egyes fajok lábaikat húzogatják, mások egyéb, mozgatható testrészüket (a leggyakrabban szipókájukat).
A legtöbb faj imágóként telel avarban, fűcsomók, növények gyökerei között, fakéreg és kövek alatt. A pete alakban telelő fajok petéiket növényi szövetekbe rakják. Az imágók tavasszal megfelelő táplálékot keresve elhagyják telelőhelyüket.

### Szaporodásuk
Petéiket a növényekre vagy a növényi szövetek közé rakják. Kifejlett állapotukat közvetlen átalakulással, öt, esetleg négy lárvastádiumon át érik el. A negyedik és az ötödik stádiumú lárva a nimfa.

## Környezeti, gazdasági jelentőségük
Erdészeti szempontból a szárazföldi fajok lehetnek jelentősek.
Szívogatásukkal az imágók és a lárvák is károsítják a növényeket; a vegetatív és a generatív részeket egyaránt. A közvetlen roncsolás kevésbé jelentős, de a nyálukban található enzimek hatására a növény egyes szövetei elhalnak. A levelek és hajtások csak károsodnak, de a bimbók, virágok és magkezdemények teljesen el is halhatnak, a magvak csírázóképessége csökken. Az erdőkben totális kárt rendszerint nem okoznak, de egyes fajaik, ha tömegesen jelennének meg, hozzájárulhatnak az erdők pusztulásához.
Vegyszeres védekezésre ellenük általában nincs szükség. Ha tömegesen tűnnek fel, a szelektív védekezés előnyös lehet.
Gyéríthetik őket természetes ellenségeik:
- parányfürkészek (Mymaridae),
- fémfürkészek (Chalcididae),
- gyilkosfürkészek (Braconidae),
- tolvajpoloskák (Nabidae),
- katicabogarak (Coccinellidae),
- rablópoloskák (Reduviidae),
- pókok, egyes madarak.

A ragadozó poloskák leggyakoribb zsákmányai:
- levéltetvek (Aphidoidea),
- takácsatkák (Tetranychidae),

valamint a hernyók és más rovarok különböző fejlődési alakjai.

## Rendszerezésük
Az alrend alrendágai:
- Vízipoloskák (Nepomorpha)
- Kétéltű poloskák (Gerromorpha)
- Furcsapoloska-alkatúak (Enicocephalomorpha)
- Fenyérpoloska-alkatúak (Dipsocoromorpha)
- Kövipoloska-alkatúak (Leptopodomorpha)
- Vérszívó poloskák (Cimicomorpha)
- Címerespoloska-alkatúak (Pentatomomorpha)

## Megjelenésük a populáris kultúrában
- A poloskákat az emberi kultúrák egy részében erős – gyakran indokolatlanul élénk – ellenszenv övezi, amit a sok ezer fajt számláló állatcsoport jellemzően alig néhány fajának köszönhet. Ezek egyike az ágyi poloska, mely emberi vérrel táplálkozó élősködő, de hozzájárult az ellenszenv kialakulásához az is, hogy a potenciális kerti kártevőnek minősülő, s ezzel az emberrel sűrűbben kapcsolatba kerülő fajok szorongatott helyzetben, védekezésképpen kellemetlen szagú váladékot bocsátanak ki magukból. E tulajdonság miatt szokás a poloskákat helytelenül büdösbogárnak is nevezni.
- Az ágyi poloska életmódjára nemcsak az jellemző, hogy emberi vérrel táplálkozik, de az is, hogy napközben falrepedésekben, bútorok kárpitozásának hézagaiban és hasonló rejtekhelyeken bújik meg. Vélhetően ezen életmódbeli jellegzetességéből született meg a lehallgató készülékek köznyelvi „poloska” elnevezése, arra utalva, hogy utóbbiakat ugyanúgy észrevehetetlennek remélt, mégis a célszemélyhez közeli rejtekhelyekre telepítik a velük foglalkozó technikusok, mint ahogy e vérszívó rovarok is a táplálékforrásukhoz közel igyekeznek a nappali időszakra láthatatlanná válni.